# لوريون لوجور
لوريون لوجور (بالفرنسية: L'orient-le jour وتعني الشرق في النهار) صحيفة يومية لبنانية ناطقة باللغة الفرنسية تعد الثالثة الأكثر انتشارابحوالي 18,000 نسخة. انطلقت في سبتمبر 1970 بعد اندماج صحيفتي لوريون (أسست سنة 1923) ولوجور (أسست سنة 1935). تصدرها «الشركة العامة للطبع والنشر» التي يترأسها الوزير السابق ميشال إده.

## اُنظر أيضا
- لوريون الأدبي

## الوصلات الخارجية
- الموقع الرسمي